# ریوزبی، نیوساوت ولز
ریوزبی (به انگلیسی: Revesby) یک حومه شهر در استرالیا است که در نیو ساوت ولز واقع شده‌است.